# Affinger Becken

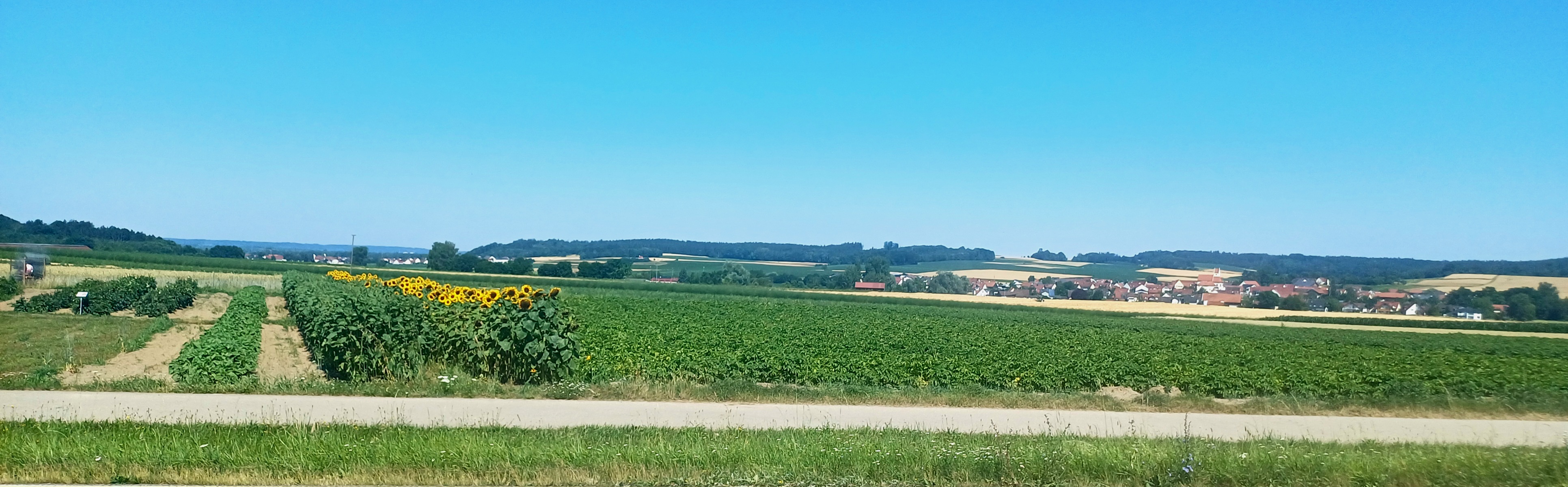
Affinger Becken mit Gebenhofen und Ausgang zum Lechtal (links)

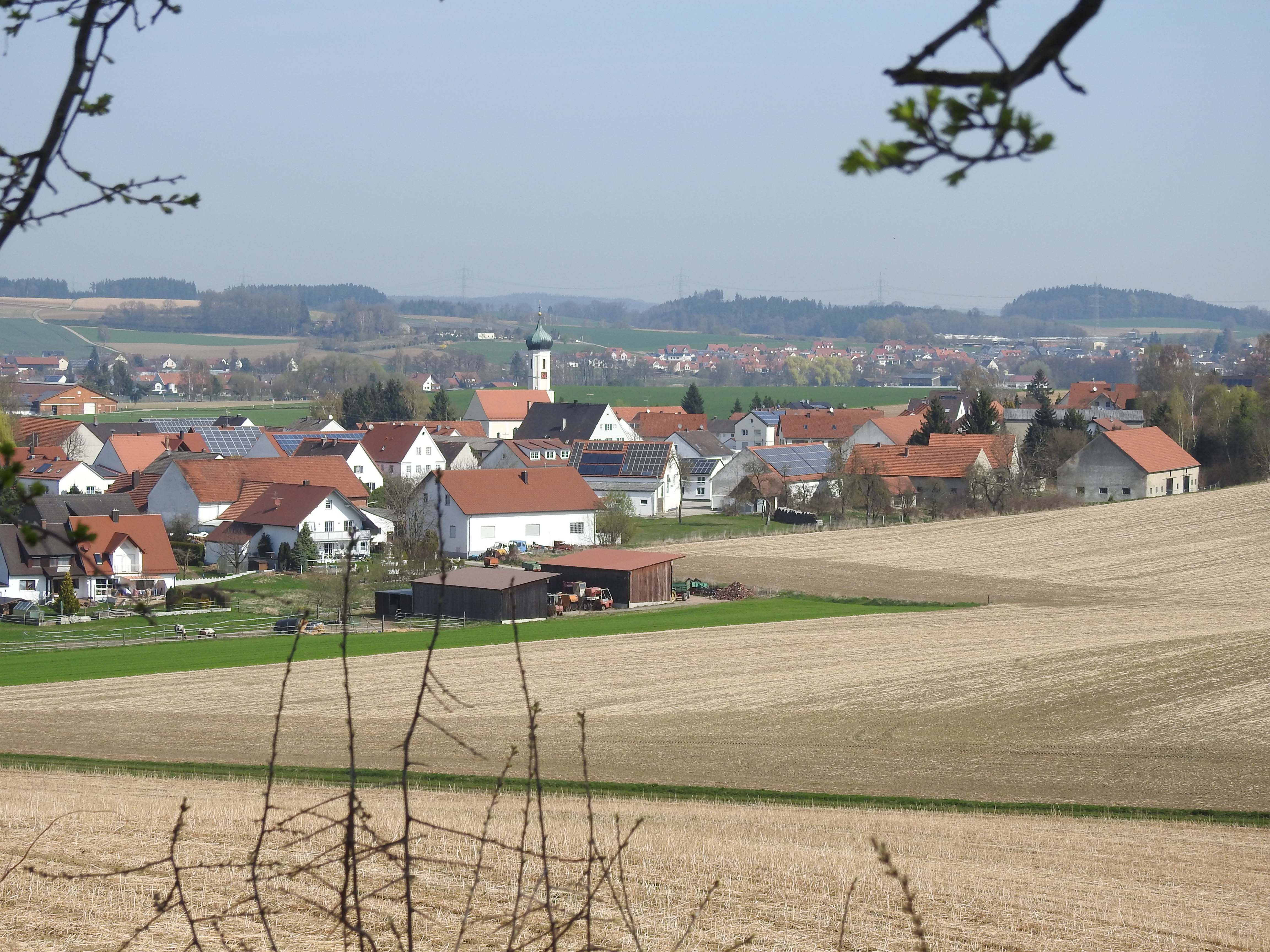
Blick auf Aulzhausen am Südhang (vorne) und Affing im Talgrund (hinten). Am Horizont ist der überwiegend bewaldete Nordrand des Beckens erkennbar.

Das Affinger Becken, auch Affinger Tal genannt, ist ein Talbecken nordöstlich von Augsburg im Landkreis Aichach-Friedberg in Bayern. Die durch Erosion entstandene Ausräumungslandschaft mit einer Fläche von etwa 25 km² liegt am westlichen Rand des Tertiärhügellandes und grenzt an die zur Donau-Iller-Lech-Platte gehörende Lech-Wertach-Ebene sowie die Aindlinger Terrassentreppe an.

## Geographie
Das Becken erstreckt sich im Westen von Anwalting bis etwa Sankt Jodok im Osten. Im Talgrund liegen die Ortschaften Gebenhofen, Affing und Haunswies. Im Süden wird das Gebiet durch eine gedachte Linie zwischen Bergen und Edenried begrenzt, im Norden durch die Verbindungslinie zwischen Au und Katzenthal. Am südlichen Hang befindet sich Aulzhausen. Der rund acht Kilometer lange, fünf Kilometer breite und durchschnittlich etwa 60 Meter tiefe Talraum bildet das Einzugsgebiet des Affinger Bachs, der östlich von Haunswies seinen Ursprung hat, im Talgrund an Affing und Gebenhofen vorbei nach Westen fließt und westlich von Anwalting – und damit außerhalb des Affinger Beckens – von der Friedberger Ach aufgenommen wird.

## Geomorphologie
Das Affinger Becken ist eine typische Ausräumungslandschaft. Durch Erosion der jungteriären Sande und sandigen Mergel bildete sich im Laufe der Zeit ein flaches Muldental mit ausgedehnten, nur leicht eingetieften Quellnischen und sanft geformten Hängen. Auffällig ist auch hier die für das Alpenvorland bekannte Talhang-Asymmetrie: Im Westen fallen die Hänge deutlich steiler ab als im Osten, ebenso steigen die Hänge der nördlichen Talhälfte steiler an als jene im Süden. In beiden Fällen liegt der Grund in den widerstandsfähigeren Schottermassen der Lech-Wertach-Ebene und der Aindlinger Terrassentreppe, die der Erosion mehr Widerstand entgegensetzten als die weicheren jungteriären Schichten.

## Bodenkundliche Besonderheiten
Im Affinger Becken fallen zwei bodenkundliche Besonderheiten auf. Zum einen gibt es nur eine geringe Verbreitung von Löss: In der südlichen Talhälfte fehlt er fast vollständig, in der nördlichen tritt er nur bei Gebenhofen und Affing in größeren zusammenhängenden Flächen auf.
Zum anderen sind zwei kleine Jura-Auswürflinge bei Mühlhausen und bei der Kirche St. Jodok nachgewiesen. Sie reichen nur geringfügig in die tertiären Schichten hinein; der Auswürfling bei Mühlhausen liegt noch unter dem donaueiszeitlichen Schotter.